# Dolina (parów)

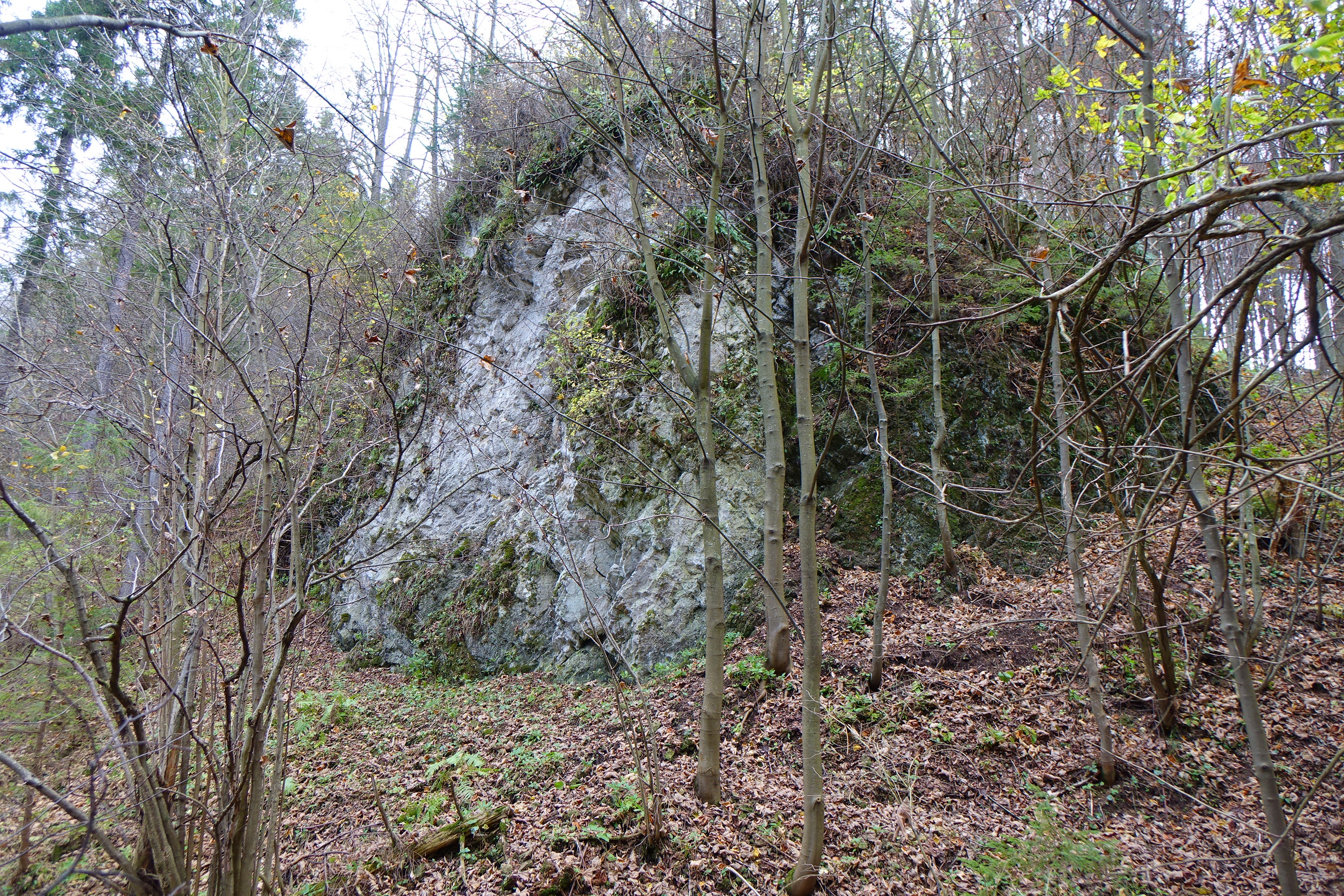
Skałka w parowie Dolina

Dolina – parów oddzielający Zielone Skałki od dalszej części grzbietu Pienin Spiskich w miejscowości Niedzica, w województwie małopolskim, w powiecie nowotarskim, w gminie Łapsze Niżne.
Dolina jest porośnięta lasem i opada w północnym kierunku do niewielkiej zatoki na Jeziorze Czorsztyńskim. Ma długość niewiele ponad 200 m, dawniej przed powstaniem Jeziora Czorsztyńskiego była jednak dużo dłuższa, obecnie jej dolna część jest zalana wodą tego sztucznego zbiornika wodnego. Po obydwu stronach ujścia parowu do tego zbiornika wznoszą się wapienne skały, opadające do jeziora pionowymi ścianami. Po wschodniej stronie wznosi się skała Rybiarka o wysokości prawie 100 m, po zachodniej inna, bezimienna. Porośnięte lasem Zielone Skałki to obecnie obszar ochrony ścisłej Pienińskiego Parku Narodowego.